# Hondurasbukten

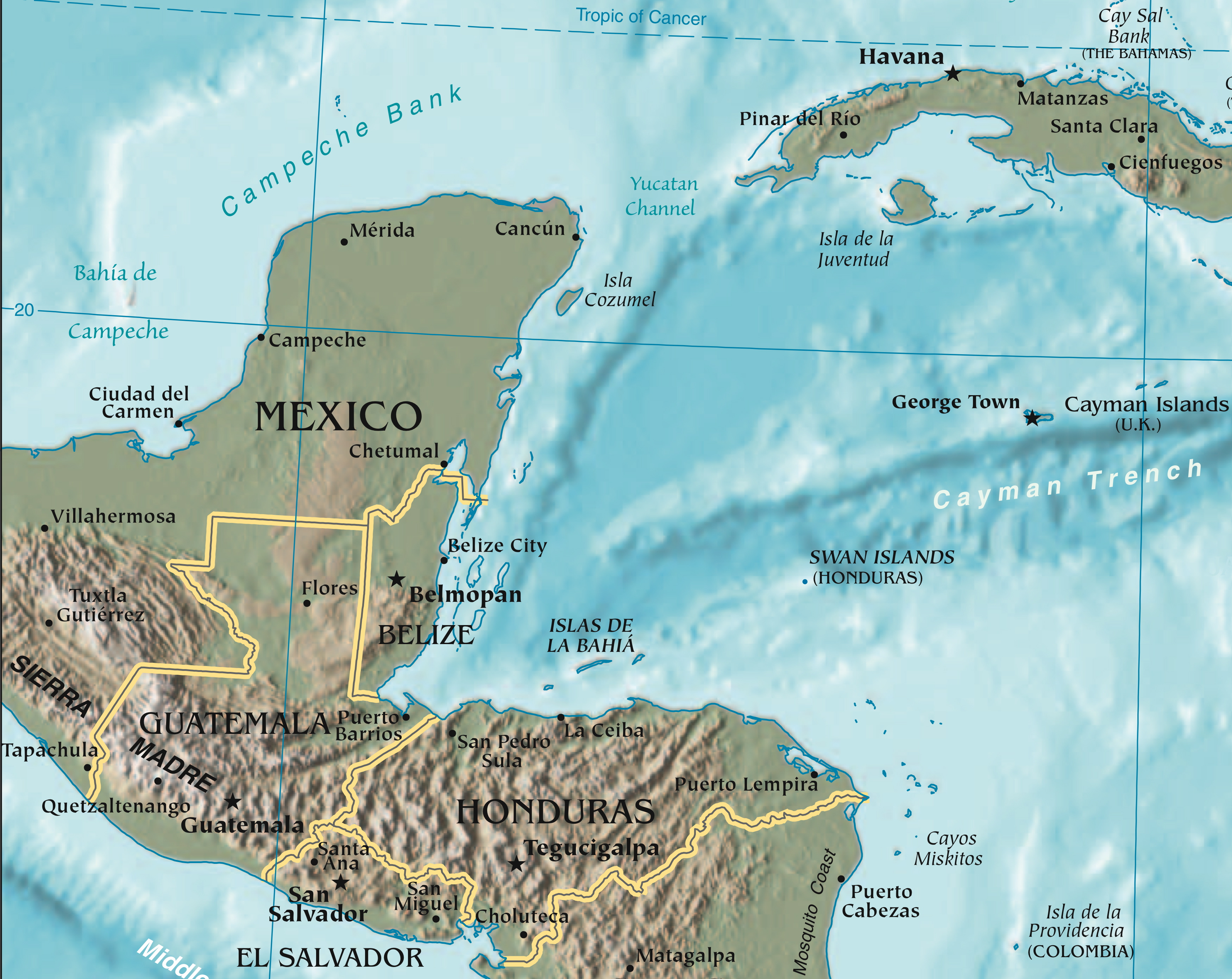
Hondurasbukten visas i mitten på denna karta.

Hondurasbukten (spanska: Golfo de Honduras) är en bukt i Karibiska havet mellan Belize, Guatemala och Honduras. Från norr till söder sträcker sig bukten cirka 200 km från Dangriga, Belize, till La Ceiba, Honduras.